# كاشف الأشعة السينية الفلكية

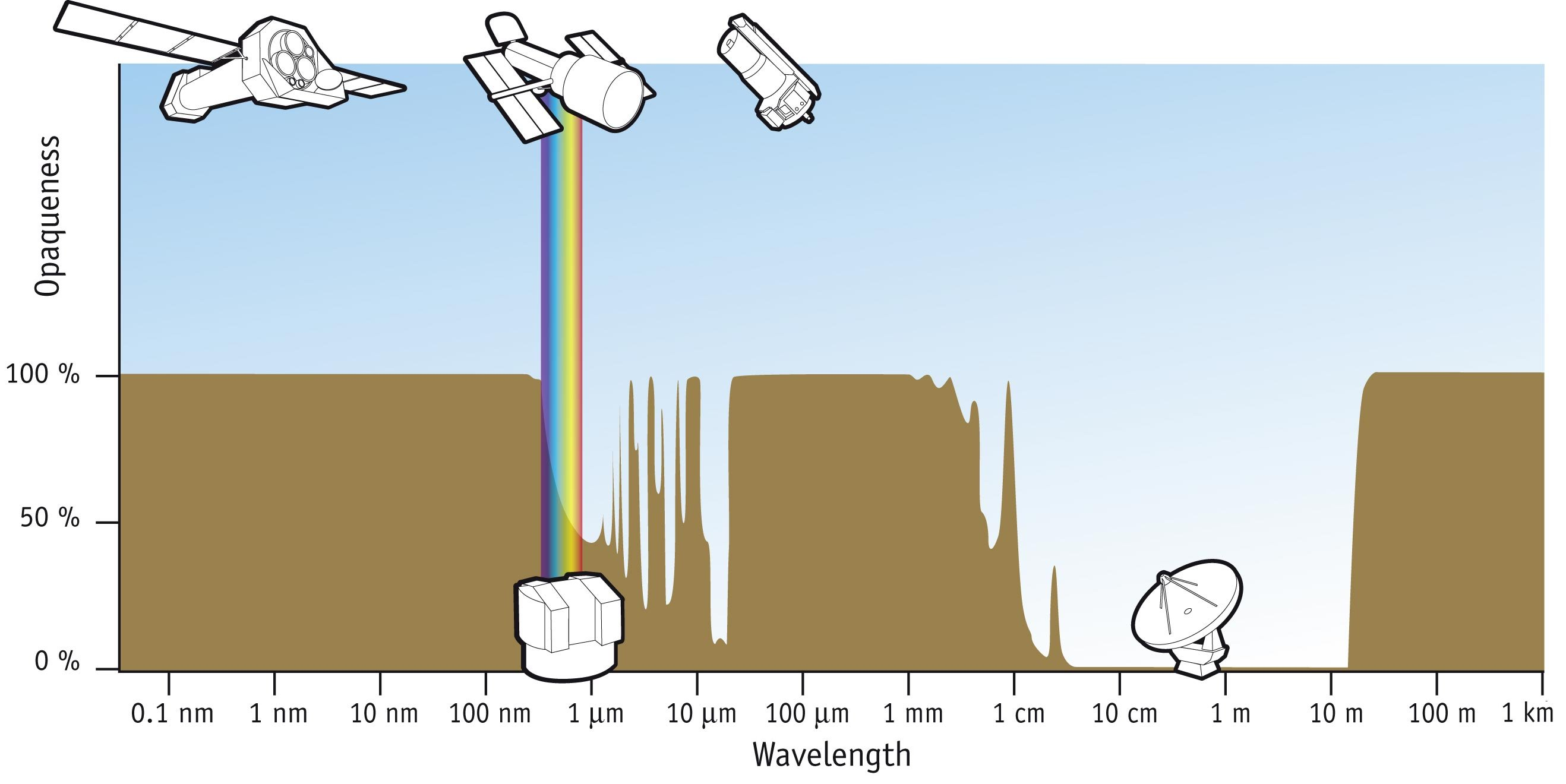
تبدأ الأشعة السينية عند حوالي 0.008 نانومتر وتمتد عبر الطيف الكهرومغناطيسي إلى حوالي 8 نانومتر ، حيث يكون الغلاف الجوي للأرض معتمًا.

كاشفات الأشعة السينية الفلكية هي أجهزة تكشف عن الأشعة السينية لإستخدامها في دراسة علم الفلك بالأشعة السينية.
علم الفلك بالأشعة السينية هو فرع من فروع علم الفلك يتعامل مع دراسة انبعاث الأشعة السينية من الأجرام السماوية. الأشعة السينية يمتصها الغلاف الجوي للأرض، لذلك يجب أن تنقل الأدوات اللازمة للكشف عن الأشعة السينية إلى ارتفاعات عالية بواسطة البالونات، صواريخ السبر، والأقمار الصناعية. الأشعة السينية الفلكية هي جزء من علوم الفضاء.
تم تصميم أجهزة كاشفات الأشعة السينية الفلكية وتهيئتها بشكل أساسي للطاقة وأحيانًا لاكتشاف الطول الموجي باستخدام مجموعة متنوعة من التقنيات التي تقتصر عادةً على التكنولوجيا في ذلك الوقت.

## كشف وتصوير الأشعة السينية

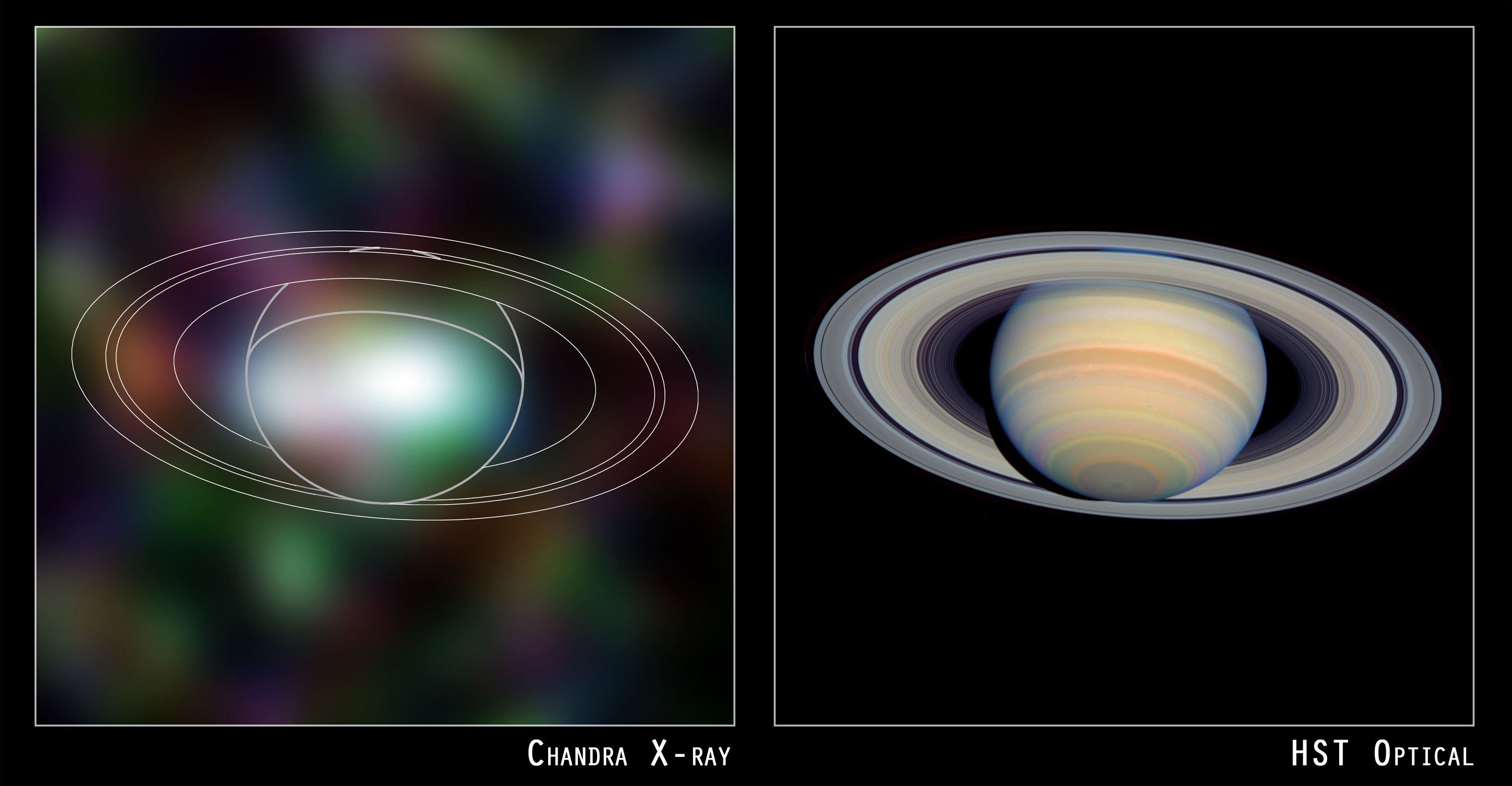
صورة شاندرا لزحل (يسار) وصورة هابل البصرية لزحل (يمين). يشبه طيف الأشعة السينية لزحل نطاق الأشعة السينية من الشمس. 14 أبريل 2003

تمتد الأشعة السينية لثلاثة عقود في الطول الموجي (~ 8 نانومتر - 8 pm)، التردد (~ 50 PHz - 50 EHz) والطاقة (~ 0.12 - 120 كيلو فولت). من حيث درجة الحرارة، 1 eV = 11604 K. وبالتالي فإن الأشعة السينية (0.12 إلى 120 keV) تتوافق مع 1.39 × 10 6 إلى 1.39 × 10 9 K. من 10 إلى 0.1 نانومتر (نانومتر) (حوالي 0.12 إلى 12 كيلو فولت) يصنفون على أنهم أشعة سينية ضعيفة، ومن 0.1 نانومتر إلى 0.01 نانومتر (حوالي 12 إلى 120 كيلو فولت) كأشعة سينية قوية.
الأشعة فوق البنفسجية هي الأقرب إلى النطاق المرئي للطيف الكهرومغناطيسي. يصف مشروع معيار ISO الخاص بتحديد الإشعاعات الشمسية (ISO-DIS-21348)  الأشعة فوق البنفسجية على أنها تتراوح بين ~ 10 نانومتر إلى 400 ~ نانومتر. غالبًا ما يشار إلى هذا الجزء الأقرب إلى الأشعة السينية باسم «الأشعة فوق البنفسجية الشديدة» (EUV أو XUV). عندما يتم امتصاص فوتون الأشعة فوق البنفسجية ، تتولد الإلكترونات الضوئية والإلكترونات الثانوية عن طريق التأين، مثلما يحدث عندما تمتص المادة الأشعة السينية أو حزم الإلكترون.
لقد تغير التمييز بين الأشعة السينية وأشعة جاما في العقود الأخيرة. في الأصل، كان للإشعاع الكهرومغناطيسي المنبعث من أنابيب الأشعة السينية طول موجة أطول من الإشعاع المنبعث من النوى المشعة (أشعة جاما). لذلك ميزت الأدبيات القديمة بين إشعاع X وإشعاع جاما على أساس الطول الموجي، مع إشعاع أقصر من بعض الأطوال الموجية العشوائية، مثل 10 −11 م، والتي تُعرف باسم أشعة جاما. ومع ذلك، نظرًا لاكتشاف مصادر الطيف المستمر ذات الطول الموجي الأقصر مثل المعجلات الخطية وبواعث «أشعة جاما» ذات الطول الموجي الأطول، تداخلت نطاقات الطول الموجي إلى حد كبير. عادة ما يتم تمييز نوعي الإشعاع حسب أصلهما: تنبعث الأشعة السينية من الإلكترونات خارج النواة، بينما تنبعث أشعة جاما من النواة.
على الرغم من أن الأشعة السينية هي الأكثر نشاطًا، إلا أن الفوتونات التي تزيد طاقتها عن 30 كيلو فولت (4800 أ ج)، يمكنها اختراق الهواء على الأقل لمسافات تصل إلى بضعة أمتار، إلا أن الغلاف الجوي للأرض سميك بدرجة كافية بحيث لا يتمكن أي منها تقريبًا من اختراقه من الخارج. الفضاء على طول الطريق إلى سطح الأرض (كان من الممكن اكتشافها ولن تعمل أجهزة الأشعة السينية الطبية إذا لم يكن الأمر كذلك). يمكن إيقاف الأشعة السينية في نطاق 0.5 إلى 5 كيلو فولت (80 إلى 800 أمبير)، حيث تصدر معظم المصادر السماوية الجزء الأكبر من طاقتها، ببضعة أوراق من الورق؛ يتم امتصاص 90٪ من الفوتونات في شعاع من الأشعة السينية 3 keV (480 aJ) بالسفر عبر 10 فقط سم من الهواء.
لاكتشاف الأشعة السينية القادمة من السماء، يجب أن ترفع كاشفات الأشعة السينية فوق معظم الغلاف الجوي للأرض. هناك ثلاث طرق رئيسية للقيام بذلك: سبر تحليق الصواريخ، والبالونات، والأقمار الصناعية.

### العدادات النسبية
العداد النسبي هو نوع من كاشف التأين الغازي الذي يحسب جزيئات الإشعاع المؤين ويقيس طاقتها. إنه يعمل بنفس مبدأ عداد جيجر مولر، لكنه يستخدم جهد تشغيل أقل. تتكون جميع عدادات الأشعة السينية التناسبية من خلية غاز ذات نوافذ. غالبًا ما تنقسم هذه الخلية إلى عدد من مناطق المجال الكهربائي المنخفض والعالي بواسطة بعض ترتيب الأقطاب الكهربائية.
عداد تناسبي فردي للطاقة المتوسطة على EXOSAT كان لديه نافذة أمامية من البريليوم مع رقائق الكابتون الألومنيوم للحماية الحرارية، وغرفة الأمامية شغل مع الأرجون / CO 2 الخليط، غرفة الخلفية مع زينون / CO 2، والبريليوم نافذة فصل اثنين الغرف. تم تحسين جزء الأرجون من الكاشف لـ 2-6 keV وكان إجمالي نطاقات الطاقة لكلا الكاشفين 1.5-15 keV و 5-50 keV ، على التوالي.
حمل الجزء الأمريكي من مهمة أبولو سويوز (يوليو 1975) نظام عداد نسبي حساس لأشعة إكس 0.18-0.28 و 0.6-10.0 كيلو فولت. كانت المساحة الفعالة الإجمالية 0.1 متر مربع ، وكان هناك مجال رؤية دائري 4.5 درجة فهرنهايت في الدقيقة.
تتكون أداة TOURNESOL الفرنسية من أربعة عدادات متناسبة واثنين من أجهزة الكشف البصري. كشفت العدادات التناسبية عن فوتونات بين 2 keV و 20 MeV في 6 ° × 6 ° FOV. كان للكاشفات المرئية مجال رؤية 5 ° × 5 °. تم تصميم الأداة للبحث عن النظراء البصريين لمصادر الاندفاع عالية الطاقة، بالإضافة إلى إجراء تحليل طيفي للأحداث عالية الطاقة.

### شاشة الأشعة السينية
المراقبة تعني عمومًا أن تكون على دراية بحالة النظام. يُشار إلى الجهاز الذي يعرض أو يرسل إشارة لعرض إخراج الأشعة السينية من مصدر توليد الأشعة السينية بحيث يكون على دراية بحالة المصدر على أنه جهاز مراقبة بالأشعة السينية في تطبيقات الفضاء. في أبولو 15 في مدار فوق القمر، على سبيل المثال، تم استخدام جهاز مراقبة بالأشعة السينية لمتابعة الاختلاف المحتمل في كثافة الأشعة السينية الشمسية والشكل الطيفي أثناء رسم خرائط سطح القمر فيما يتعلق بتركيبته الكيميائية بسبب إنتاج ثانوي. الأشعة السينية.
وكان جهاز رصد الأشعة السينية لسولويند، المسمى NRL-608 أو XMON، تعاونا بين مختبر البحوث البحرية ومختبر لوس ألاموس الوطني. تتكون الشاشة من عدادين متناسبة من الأرجون. تم تحديد عرض النطاق الترددي للأداة من 3-10 كيلو فولت بواسطة امتصاص نافذة الكاشف (كانت النافذة 0.254 مم البريليوم) ومميز المستوى العلوي.وكان حجم الغاز النشط (خليط P-10) 2.54 سم عميق، مما يوفر كفاءة جيدة تصل إلى 10 كيلوفولت. وسجلت الأعداد في قناتين للطاقة. حددت شريحة الكولماتورز مجال رؤية يبلغ 3 درجات × 30 درجة (FWHM) لكل كاشف؛ كانت المحاور الطويلة لـ FOVs متعامدة مع بعضها البعض. كانت المحاور الطويلة تميل 45 درجة إلى اتجاه المسح، مما يسمح بتوطين الأحداث العابرة إلى حوالي 1 درجة. تزامنت مراكز FOVs ، وتم توجيهها بمقدار 40 درجة أسفل خط الاستواء الممسوح للعجلة لتجنب المسح عبر الشمس. تدور عجلة المركبة الفضائية مرة كل 6 ثوانٍ. يتوافق معدل المسح هذا مع 1 درجة كل 16 مللي ثانية (مللي ثانية)؛ تم قياس التعداد عن بعد في حاويات 64 أو 32 مللي ثانية لتقليل تلطيخ استجابة الموازاة.
تشير معلمات الأداة وعائد البيانات إلى حساسية مصدر 3 نقاط لـ 30 UFU في عملية يوم واحد (1 UFU = 2.66 −12 erg / cm 2 -s-keV). كان كل كاشف حوالي 0.1 من مساحة أداة أوهورو. كانت خلفية الجهاز عند خطوط العرض المغنطيسية الأرضية المنخفضة حوالي 16 تهمًا / ثانية. من هذه الخلفية، يأتي حوالي 6 تهم / ثانية من خلفية الأشعة السينية الكونية المنتشرة، والباقي مفيد. بافتراض إرجاع بيانات متحفظ بنسبة 10٪ ، كانت دورة عمل المصدر الصافي في وضع المسح 1.4 × 10 3 ، مما يعني تعرض المصدر لمدة 120 ثانية في اليوم. بالنسبة لخلفية 16 تهماً / ثانية، كان الخطأ 3 في تحديد التدفق من حاوية سماء معينة 4.5 تعداد / ثانية، أو حوالي 45 وحدة UFU ، بعد يوم واحد. تم الحصول على حساسية محدودة من 30 UFU من خلال الجمع بين كلا الكاشفين. يوجد خطأ مشابه في تحديد التدفق لمصادر المجرة الساطعة بشكل معتدل. ارتباك المصدر بسبب مجال الرؤية 5 درجات المتوقع على طول اتجاه المسح أدى إلى تعقيد ملاحظة المصادر في منطقة الانتفاخ المجري (حوالي 30 درجة> لتر> -30 درجة، | ب | <10 درجة).

### كاشف وميض
الومض هو مادة تُظهر خاصية اللمعان  عندما تُثار بالإشعاع المؤين. عندما تصطدم مواد الإنارة بجسيم وارد، مثل فوتون الأشعة السينية، تمتص طاقتها وتتلألأ، أي تعيد إحياء الطاقة الممتصة في شكل وميض صغير من الضوء، غالبًا في النطاق المرئي.

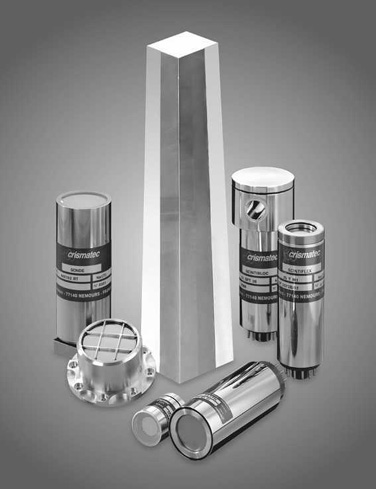
بلورة وميض محاطة بمجموعات مختلفة من أجهزة الكشف عن اللمعان

يتكون كاشف الوميض بالأشعة السينية (XC) على متن فيلا 5A وVela 5B التوأم من اثنين 1 يتم تثبيت بلورات NaI (Tl) بسمك مم على أنابيب مضاعفة ضوئية ومغطاة بـ 0.13 نافذة من البريليوم بسمك مم. قدمت العتبات الإلكترونية قناتين للطاقة، 3-12 كيلوفولت و6-12 كيلوفولت. أمام كل بلورة كان هناك ميزاء شريحة يوفر عرضًا كاملاً بنصف فتحة قصوى (FWHM) تبلغ 6.1 × 6.1 درجة تقريبًا. كانت منطقة الكاشف الفعالة حوالي 26 سم 2 . كانت الحساسية تجاه المصادر السماوية محدودة للغاية بسبب خلفية الكاشف الجوهري العالية.
يتكون تلسكوب الأشعة السينية الموجود على متن OSO 4 من بلورة وميض NaI (Tl) رقيق واحد بالإضافة إلى مجموعة أنابيب ضوئية محاطة بدرع مضاد للصدفة CsI (Tl). كان قرار الطاقة 45٪ عند 30 كيلو فولت. تعمل الآلة من ~ 8 إلى 200 كيلو فولت مع دقة 6 قنوات.
يحمل OSO 5 وميض بلوري CsI. كانت البلورة المركزية 0.635 بسمك سم، ومساحة حساسة 70 سم 2 ، وتم مشاهدته من الخلف بواسطة زوج من الأنابيب الضوئية. يبلغ سمك بلورة الدرع 4.4 سم وتم عرضها بواسطة 4 مضاعفات ضوئية. كان مجال الرؤية ~ 40 درجة. كان نطاق الطاقة المغطاة 14-254 كيلو فولت. كانت هناك 9 قنوات للطاقة: الأولى تغطي 14-28 كيلوفولت والأخرى متباعدة بالتساوي من 28 إلى 254 كيلوفولت. تم إجراء المعايرة أثناء الرحلة باستخدام مصدر 241 أمبير.
سجلت تجربة PHEBUS أحداثًا عابرة عالية الطاقة في النطاق 100 keV إلى 100 MeV. كان يتألف من كاشفين مستقلين والإلكترونيات المرتبطة بهما. يتكون كل كاشف من بلورة نبتة البزموت (BGO) 78 ملم بقطر 120 مم، محاطًا بغطاء بلاستيكي مضاد للصدفة. تم ترتيب الكاشفين على المركبة الفضائية لمراقبة 4 π ستراديانس. تم تشغيل وضع الرشقة عندما يكون معدل العد في 0.1 إلى 1.5 تجاوز نطاق الطاقة MeV مستوى الخلفية بمقدار 8 σ (الانحرافات المعيارية) في 0.25 أو 1.0 ثانية. كان هناك 116 قناة على مدى الطاقة.
تتكون أداة KONUS-B من سبعة كاشفات موزعة حول المركبة الفضائية التي استجابت للفوتونات التي يبلغ عددها 10 keV إلى 8 طاقة MeV. وهي تتألف من بلورات وميض NaI (Tl) 200 مم بقطر 50 مم خلف نافذة مدخل Be. الأسطح الجانبية محمية بـ 5 طبقة رصاص سميكة مم. كانت عتبة الكشف عن الرشقات 5 × -7 إلى 5 × 10 -8 ergs / cm² ، اعتمادًا على طيف الاندفاع ووقت الصعود . تم أخذ الأطياف في اثنين من أجهزة تحليل ارتفاع النبضة ذات 31 قناة (PHAs)، والتي تم قياس الثمانية الأولى منها بـ 1/16 s دقة الوقت والباقي مع قرارات وقت متغيرة اعتمادًا على معدل العد. نطاق الدقة غطى 0.25 إلى 8 س.
حمل Kvant-1 HEXE ، أو تجربة الأشعة السينية عالية الطاقة، والتي استخدمت فوسويتش من يوديد الصوديوم ويوديد السيزيوم. غطت نطاق الطاقة 15-200 كيلو فولت مع 1.6 درجة × 1.6 درجة فهرنهايت FWHM. كل من الكواشف الأربعة المتطابقة لها مساحة هندسية تبلغ 200 سم 2 . كان الحد الأقصى للقرار الزمني 0.3-25 مللي ثانية.

### تعديل الموجة
في الإلكترونيات، التعديل هو عملية تغيير شكل موجة واحد بالنسبة لشكل موجة أخرى. باستخدام «تعديل الموجة»، يتم تقليل اتساع (شدة) الأشعة السينية الواردة من خلال وجود اثنين أو أكثر من «حواجز الانعراج» من الأسلاك المتوازية التي تمنع أو تقلل إلى حد كبير هذا الجزء من حادث الإشارة على الأسلاك.
موجة الأشعة السينية عبارة عن جهاز يقوم بتصفية تيار من الأشعة السينية بحيث يُسمح فقط لأولئك الذين يسافرون بالتوازي مع اتجاه معين بالمرور.
Minoru Oda ، رئيس جامعة طوكيو لعلوم المعلومات، اخترع تعديل الموجة، الذي استخدم لأول مرة لتحديد نظير Sco X-1 في عام 1966، مما أدى إلى أكثر المواضع دقة لمصادر الأشعة السينية المتاحة، قبل إطلاق X - تلسكوبات التصوير بالأشعة.
حمل SAS 3 موازاة تعديل (2-11 كيلوفولت) وموازنات شريحة وأنبوب (1 حتى 60 كيلوفولت).
كان على متن مرصد جرانات الدولي للفيزياء الفلكية أربع أدوات WATCH يمكنها تحديد المصادر الساطعة في نطاق 6 إلى 180 كيلو فولت إلى 0.5 درجة باستخدام ميزاء تعديل الدوران. مجتمعة، غطت مجالات الرؤية الثلاثة للأجهزة تقريباً 75 ٪ من السماء. كان قرار الطاقة 30٪ FWHM عند 60 keV. خلال فترات الهدوء، تم تجميع معدلات العد في نطاقي طاقة (6 إلى 15 و 15 إلى 180 كيلو فولت) لمدة 4 أو 8 أو 16 ثانية، اعتمادًا على توفر ذاكرة الكمبيوتر المدمجة.أثناء انفجار أو حدث عابر، تم تجميع معدلات العد بدقة زمنية تبلغ 1 ثانية لكل 36 ثانية.
التصوير الطيفي للطاقة الشمسية عالي الطاقة من روفين راماتي (RHESSI)، إكسبلورر 81، يصور التوهجات الشمسية من الأشعة السينية الناعمة إلى أشعة جاما (~ 3 كيلو فولت إلى ~ 20 ميغا إلكترون فولت). تعتمد قدرتها على التصوير على تقنية تحويل فورييه باستخدام مجموعة من 9 موازاة التعديل الدوراني .

### منظار الأشعة السينية
كان OSO 8 على متن الطائرة منظار الأشعة السينية البلورية من الجرافيت، مع نطاق طاقة من 2-8 كيلو فولت، ومجال رؤية 3 درجات.
غطى منظار الأشعة السينية Granat ART-S نطاق الطاقة من 3 إلى 100 keV ، مجال الرؤية 2 ° × 2 °. يتكون الجهاز من أربعة أجهزة كشف تعتمد على MWPCs الطيفية، مما يجعل مساحة فعالة تبلغ 2400 سم² عند 10 كيلو فولت و 800 سم² عند 100 keV. كانت دقة الوقت 200 ميكروثانية.
تم تصميم منظار الأشعة السينية على متن ISEE-3 لدراسة كل من التوهجات الشمسية وانفجارات أشعة جاما الكونية على مدى الطاقة 5-228 كيلو فولت. قدم الكاشف تغطية بدوام كامل، ومجال رؤية 3 درجات لـ E> 130 كيلو فولت، ودقة زمنية قدرها 0.25 مللي ثانية، والتوقيت المطلق في حدود 1 مللي ثانية. كان القصد منه أن يكون جزءًا من شبكة قياس التداخل طويلة الأساس لمركبات فضائية متباعدة على نطاق واسع. كانت الجهود تهدف في المقام الأول إلى تحديد أصل الرشقات من خلال معلومات توجيهية دقيقة تحددها مثل هذه الشبكة. تكونت التجربة من كاشفين أسطوانيين للأشعة السينية: عداد نسبي مملوء بزينون يغطي 5-14 كيلوفولت، وميض NaI (تل) يغطي 12-1250 كيلوفولت. كان العداد النسبي 1.27 قطرها سم وتم ملؤها بمزيج من 97٪ زينون و 3٪ ثاني أكسيد الكربون. الجزء المركزي من جسم العداد مصنوع من 0.51 مم من البريليوم بسمكه وكان بمثابة نافذة مدخل للأشعة السينية. يتكون جهاز التلألؤ من 1.0 قشرة أسطوانية بسمك سم من الكريستال NaI (Tl) محاطة من جميع الجوانب بمقدار 0.3 سمكة بلاستيكية وميض. المنطقة الوسطى 4.1 قطرها سم، تم ملؤها بواسطة أنبوب ضوء الكوارتز. تم وضع المجموعة بأكملها (باستثناء طرف واحد) في 0.1 سم حاوية بريليوم سميكة. يمكن اختيار دقة قناة الطاقة ودقة التوقيت عن طريق الأوامر المرسلة إلى المركبة الفضائية. يمكن أن يحتوي العداد النسبي على ما يصل إلى 9 قنوات بدقة 0.5 ثانية؛ يمكن أن يحتوي جهاز وميض NaI على 16 قناة ودقة 0.00025 ثانية.

### أجهزة متوازنة الشحن (CCD)
تستخدم معظم تلسكوبات الأشعة السينية الحالية كاشفات CCD ، مماثلة لتلك الموجودة في كاميرات الضوء المرئي. في الضوء المرئي، يمكن لفوتون واحد أن ينتج إلكترونًا واحدًا من الشحنة بالبكسل، ويتم تكوين الصورة عن طريق تجميع العديد من هذه الشحنات من العديد من الفوتونات أثناء وقت التعرض. عندما يصطدم فوتون الأشعة السينية بجهاز CCD ، فإنه ينتج شحنة كافية (مئات إلى آلاف الإلكترونات، متناسبة مع طاقته) بحيث يتم قياس طاقات الأشعة السينية الفردية عند قراءتها.

### ميكروكلوريمتر
يمكن لأجهزة قياس الميكرو كالوريمتر أن تكتشف فقط الأشعة السينية بفوتون واحد في كل مرة (ولكن يمكنها قياس طاقة كل منها).

### مستشعرات الحافة الانتقالية
أجهزة TES هي الخطوة التالية في القياس الدقيق. في جوهرها، هي معادن فائقة التوصيل يتم الاحتفاظ بها في أقرب مكان ممكن لدرجة حرارة انتقالها. هذه هي درجة الحرارة التي تصبح فيها هذه المعادن موصلات فائقة وتنخفض مقاومتها إلى الصفر. عادة ما تكون درجات الحرارة الانتقالية هذه بضع درجات فوق الصفر المطلق (عادة أقل من 10 كلفن).